# Rachel Daly
Pour les articles homonymes, voir Daly.
Rachel Daly, née le 6 décembre 1991 à Harrogate, est une footballeuse internationale anglaise qui joue à Aston Villa. Elle remporte le Championnat d'Europe avec son équipe nationale en 2022.

## Biographie

### Carrière universitaire
Bien qu'elle n'ait joué que trois ans pour le Red Storm, Daly a établi le record de l'école en une carrière pour les buts (50) et les points (111). En tant que première année, elle n'a pas assisté à une partie de jeu en raison des règles de conformité de la NCAA. Au cours de sa deuxième année, elle a joué et débuté dans les 21 matchs et établi des records en une saison à St. John's en buts (23) et en points (50), devenant ainsi le premier joueur du programme à être nommé joueur panaméricain de la NSCAA après avoir gagné les honneurs de la deuxième équipe (?). 
En tant que junior, elle a été la meilleure joueuse de l’équipe avec 18 points, dont 8 buts et 2 passes décisives. En tant que senior, elle a participé à 20 matches, dont 19 qu'elle a commencés, et a été la meilleure marqueuse de l’équipe avec 19 buts et 5 passes pour un total de 18 points. Elle est devenue la première joueuse de l'histoire du programme à être sélectionnée dans la première équipe de la NSCAA All-America et la première à être nommée demi-finaliste du trophée Hermann.

### En club

#### Houston Dash
Daly a été sélectionnée par le Houston Dash club de la NWSL comme sixième choix au total du repêchage 2016 du NWSL College. La NWSL Media Association a élu Daly joueuse de la semaine pour la première semaine de la saison après avoir marqué un but et avoir fait une passe décisive lors de la victoire 3 à 1 des Dash contre les Chicago Red Stars. Elle a participé à 16 matchs en 2016, marquant quatre buts et faisant quatre passes décisives. 
Daly est revenu au Dash pour la saison 2017, prenant part à 23 matchs et marquant 5 buts. Le 20 novembre 2017, le Houston Dash a annoncé que Daly avait signé un nouveau contrat avec le club. 
En 2018, Daly a été nommé joueuse de la semaine pour la semaine 9, ainsi que joueuse du mois pour le mois de mai. Daly a débuté les 24 matchs avec les Dash et a marqué 10 buts, un record dans sa carrière. Elle a été élue joueuse par excellence de l'équipe pour la saison 2018,. Daly a été nommé au 2018 NWSL Second XI. 
Elle devient capitaine de l'équipe en 2020 et remporte la Challenge Cup avec son club la même année. 
Elle fait un retour en Angleterre pour la première fois depuis 8 ans en 2020 en prêt à West Ham United. Elle y joue quelques mois afin d'avoir du temps de jeu, le championnat américain ayant été interrompu en raison de la pandémie de Covid-19.  

#### Aston Villa
En août 2022, après dix ans passés aux États-Unis, elle fait son grand retour en Angleterre en étant transférée à Aston Villa. Elle évoque le besoin de se rapprocher de sa famille, notamment après la mort de son père l'année précédente.

### En sélection
Daly a représenté l'Angleterre aux niveaux U-15, U-17, U-19 et U-23. Elle était membre de l'équipe anglaise de la Coupe du monde féminine des moins de 17 ans 2008, qui a terminé quatrième en Nouvelle-Zélande. 
Lorsque Mark Sampson remplacé Hope Powell en tant qu'entraîneur de l'Angleterre, il a nommé Daly dans sa première équipe en décembre 2013. Elle a remporté son premier cape senior en juin 2016, où l'Angleterre a gagné 7-0 le match contre la Serbie des éliminatoires du Championnat d'Europe 2017. Daly n'a pas été retenue par l'équipe de Sampson pour l'Euro 2017. 
Après ne pas avoir été appelée pendant près d'un an, Daly a été incluse dans l'équipe anglaise pour la Coupe SheBelieves 2018 par le nouvel entraîneur-chef Phil Neville. Daly a participé en 2018 à quatre matchs de qualification de l'Angleterre pour la Coupe du monde 2019, pour laquelle l'équipe s'est qualifiée. Elle a remporté la Coupe SheBelieves 2019 avec l'Angleterre, où elle a disputé deux matchs et joué les 90 minutes dans un match nul 2 à 2 contre les États-Unis. 
Elle participe à la Coupe du monde 2019. L'Angleterre finit 4e de la compétition après avoir perdu en demi-finale contre les Etats-Unis, puis contre la Suède lors du match pour la 3e place. Elle participe également à l'équipe représentant la Grande-Bretagne aux JO de Tokyo en 2021. L'équipe est éliminée en quarts de finale contre l'Australie.
Elle remporte l'Euro 2022 en Angleterre. Une première pour l'équipe nationale.
Le 10 avril 2024, elle annonce sa retraite internationale.

### Buts en matchs internationaux
Les scores et les résultats indiquent le score de l'Angleterre en premier.
| Objectif | Date              | Lieu                                             | Adversaire      | But  | Résultat | Concurrence                       |
| -------- | ----------------- | ------------------------------------------------ | --------------- | ---- | -------- | --------------------------------- |
| 1.       | 4 juin 2016       | Adams Park, High Wycombe, Angleterre             | Serbie          | 3–0  | 7–0      | Éliminatoires Euro 2017           |
| 2.       | 4 septembre 2018  | Tsentralniy, Pavlodar, Kazakhstan                | Kazakhstan      | 2–0  | 6–0      | Éliminatoires Coupe du monde 2019 |
| 3.       | 8 novembre 2018   | BSFZ-Arena, Maria Enzersdorf, Autriche           | Autriche        | 3–0  | 3–0      | Match amical                      |
| 4.       | 23 février 2021   | St. George's Park, Burton upon Trent, Angleterre | Irlande du Nord | 5–0  | 6–0      | Match amical                      |
| 5.       | 21 septembre 2021 | Stade de Luxembourg, Luxembourg, Luxembourg      | Luxembourg      | 9–0  | 10–0     | Éliminatoires Coupe du monde 2023 |
| 6.       | 26 octobre 2021   | Stade Daugava, Riga, Lettonie                    | Lettonie        | 7–0  | 10–0     | Éliminatoires Coupe du monde 2023 |
| 7.       | 26 octobre 2021   | Stade Daugava, Riga, Lettonie                    | Lettonie        | 10–0 | 10–0     | Éliminatoires Coupe du monde 2023 |
| 8.       | 16 juin 2022      | Molineux Stadium, Wolverhampton, Angleterre      | Belgique        | 2–0  | 3–0      | Match amical                      |

## Honneurs
En club
- NWSL Second XI : 2018

À l'international
- Coupe SheBelieves : 2019

## Palmarès

### Sélection
Équipe d'Angleterre
- Vainqueur du Championnat d'Europe : 2022
- Vainqueur de la Finalissima féminine : 2023
- Finaliste de la Coupe du monde : 2023

### Distinctions individuelles
- Membre de l'équipe type de Women's Super League en 2023[23]

## Vie privée
Rachel Daly est ouvertement lesbienne.